# Trece maravillas de México
Trece maravillas de México est une campagne mexicaine de promotion touristique menée en 2007 par TV Azteca et le CPTM (Consejo de Promoción Turística de México) et qui, à la suite d'un vote sur internet, a classé en deux catégories les plus belles « merveilles » du Mexique : treize naturelles et treize créées par l'Homme. Un livre et un DVD devaient également être publiés dans le cadre de cette campagne.

## Les treize merveilles créées par l'homme
1. Le centre historique de Mexico

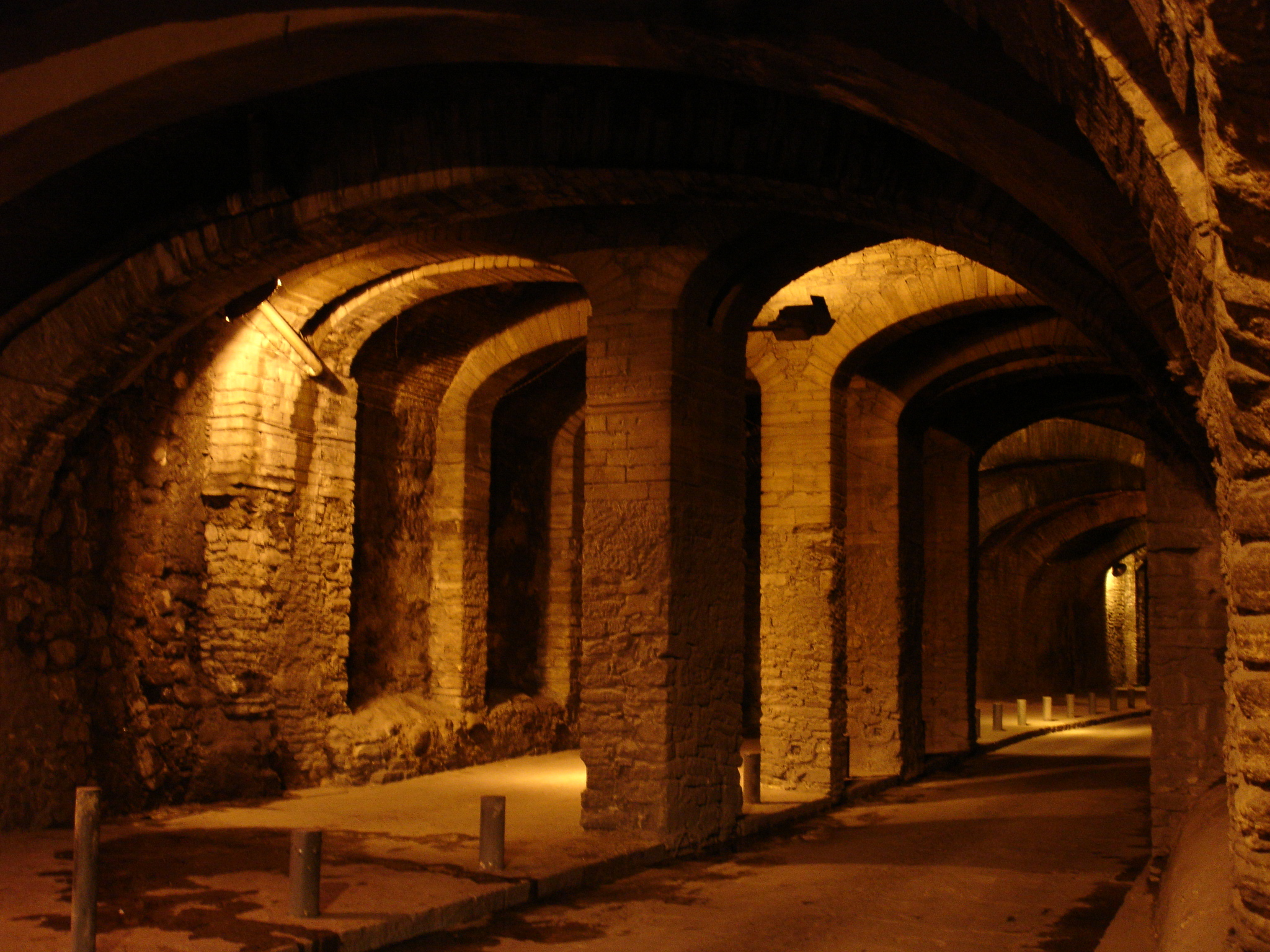
Une rue souterraine de Guanajato

2. Les rues souterraines de Guanajuato
3. Paseo Santa Lucía de Monterrey (Nuevo León)
4. Teotihuacan (État de Mexico)
5. Monte Albán (Oaxaca)
6. Palenque (Chiapas)
7. El Tajín (Veracruz)
8. Mazatlán (Sinaloa)
9. Chichén Itzá (Yucatán)
10. Tulum (Quintana Roo)
11. Calakmul (Campeche)
12. La ligne de chemin de fer « Chepe », de Chihuahua (État de Chihuahua) à Los mochis (Sinaloa)
13. Xochicalco (Morelos)

## Les treize merveilles naturelles
1. Les récifs de Veracruz

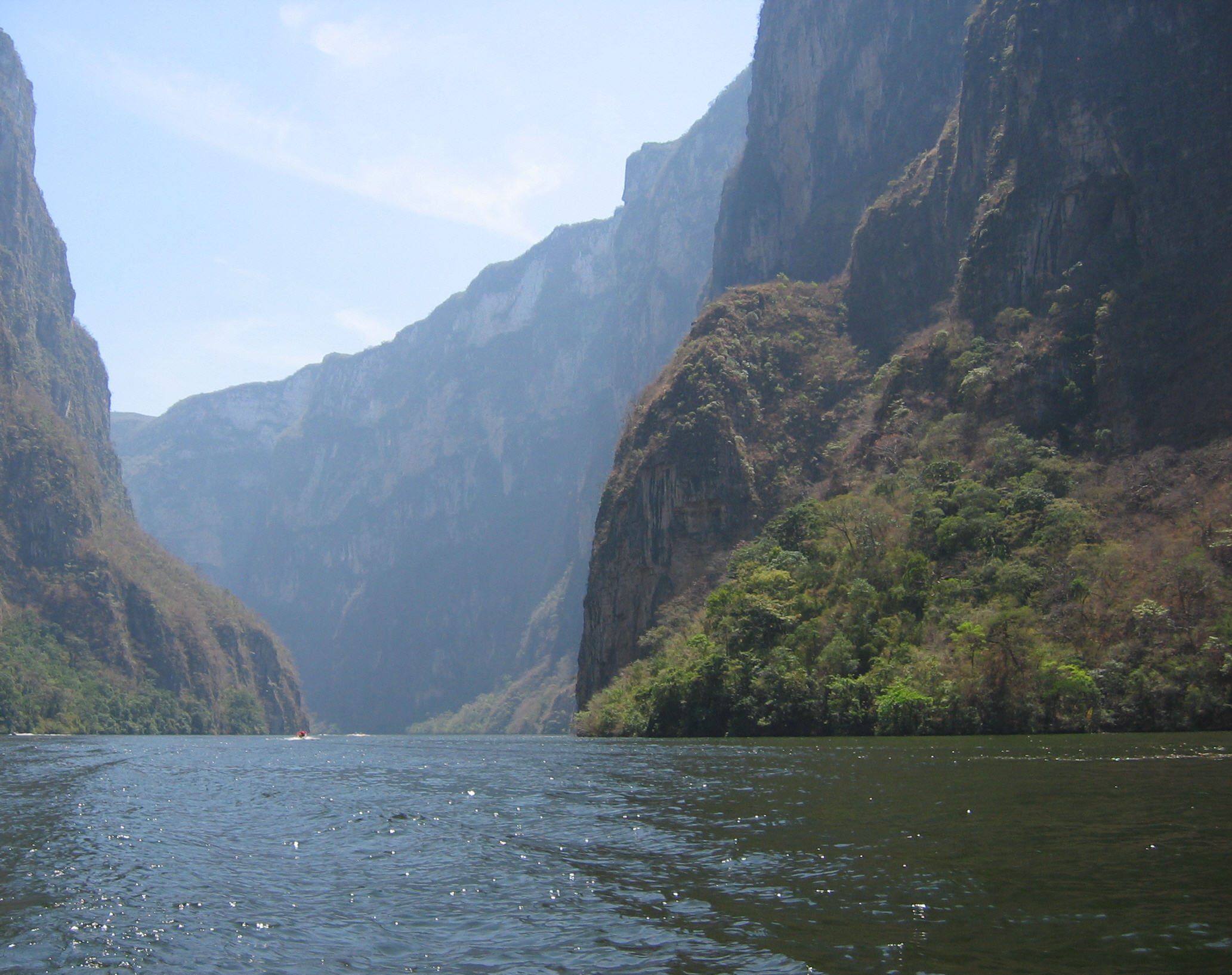
Le canyon du Sumidero

2. Le parc naturel du Barranca del Cobre
3. Le canyon du Sumidero
4. Cuatro Ciénegas (Coahuila)
5. El Cielo
6. Réserve de biosphère El Pinacate et le Grand désert d'Altar (Désert d'Altar, dans l'État de Sonora)
7. Le Réserve de biosphère du papillon monarque
8. Les paysages d'agaves
9. Les Pantanos de Centla (Tabasco)
10. Le Peña de Bernal (San Sebastián Bernal, dans l'État de Querétaro Arteaga)
11. Les Prismes basaltiques de Santa María Regla (cascade Alcholoya, près de Huasca de Ocampo, dans l'État d'Hidalgo)
12. La Gouffre des Hirondelles (Aquismón, dans l'État de San Luis Potosí)
13. Xel-Há (Quintana Roo)